# Капелль, Эдуард
Эдуард Капелль (англ. Edward Capell; 1713—1781) — английский историк литературы, шекспировед, литературный критик.
Задачей жизни своей поставил объяснение Шекспира, которого издавал очень тщательно (1767—1778), с интересным введением на староанглийском языке; составил также «Notes and various readings on Shakespeare» (Лонд., 1775) и «School of Shakespeare or extracts from divers English books showing from whence his several fables were taken and some parcel of his dialogue» (1783). 
Опубликовал также староанглийское стихотворение под названием «Prolussions».